# Senador Modestino Gonçalves
Senador Modestino Gonçalves is een gemeente in de Braziliaanse deelstaat Minas Gerais. De gemeente telt 5.105 inwoners (schatting 2009).